# Francisco José de Castro
Pour les articles homonymes, voir Francisco Castro et Castro.
Francisco José de Castro (Séville, c.1670–1730), est un compositeur et violoniste espagnol de la période baroque, actif en Italie entre 1695 et 1708.

## Biographie
Francisco José de Castro, après des études en Espagne, suit sa formation de musicien au collège jésuite de Saint-Antoine (Collegio dei Nobili di San Antonio viennese) de Brescia en Italie. Son surnom est « Accademico Formato » et sur les éditions, Castro Spagnuolo (« Castro l'espagnol »). C'est le maître de chapelle Paris Francesco Alghisi qui lui enseigne le contrepoint. On ignore la raison pour laquelle De Castro (et sans doute son frère, lui aussi violoniste) se retrouve dans le Nord de l'Italie.
Parmi ses œuvres principales, figurent huit Concerti Academici à Quattro, op. 4 (Bologne, 1708) pour hautbois, deux violons, violone et continuo — dont l'attribution est incertaine — ainsi que Trattenimenti Armonici da camera a tre, op. 1 (Bologne, chez Pier Maria Monti 1695), ensemble de dix Sonates en trio pour deux violons, violoncelle et clavecin, composées dans le style de Corelli (opus 2, 1685) et de son maître Alghisi parues en 1693. Elles sont dédiées au comte Gaetano Giovanelli — « baron du Saint Empire Romain Germanique et Prince de l’Académie des Formats érigée dans le Collège des Nobles », comme le dit le sous-titre du recueil. Un recueil, Sonate da chiesa a tre, op. 2 reste introuvable,. 
De Castro fait partie des rares compositeurs espagnols de cette période qui ont cultivé le genre de la musique instrumentale, plutôt que celui de la musique religieuse. La majeure part de son activité artistique s'est développée en Italie.

## Discographie
- Sonates en trio, op. 1 Trattenimenti armonici - La Real Cámara ; Emilio Moreno, violon ; Pablo Zapico, guitare baroque et théorbe ; Aarón Zapico, clavecin (février 2015, SACD Glossa) (OCLC 994835754)